# Østrup Sogn
Østrup Sogn er et sogn i Bogense Provsti (Fyens Stift).
I 1800-tallet var Hjadstrup Sogn anneks til Østrup Sogn. Begge sogne hørte til Lunde Herred i Odense Amt. Trods annekteringen var de to selvstændige sognekommuner . Ved kommunalreformen i 1970 blev både Østrup og Hjadstrup indlemmet i Otterup Kommune, der ved strukturreformen i 2007 indgik i Nordfyns Kommune.
I Østrup Sogn ligger Østrup Kirke.
I sognet findes følgende autoriserede stednavne:
- Brageland (bebyggelse)
- Daugstrup (bebyggelse, ejerlav)
- Gudskov (bebyggelse)
- Hasselø (areal)
- Kvindevad Gyden (bebyggelse)
- Lindeskov (bebyggelse)
- Vigelsø (areal, ejerlav)
- Østrup (bebyggelse, ejerlav)
- Østrupgård (ejerlav, landbrugsejendom)